# Super Bowl XXXVIII
O Super Bowl XXXVIII foi a final da temporada de 2003 da NFL, onde o New England Patriots, campeão da AFC, e o Carolina Panthers, campeão da NFC, disputaram o título do campeonato. A partida foi realizada em 1 de fevereiro de 2004 no estádio Reliant, Houston, Texas (Estados Unidos). O vencedor, por 32 a 29, foi o Patriots, que, dessa maneira, conquistou o segundo de seus cinco títulos. O melhor jogador da partida foi o quarterback Tom Brady, que estabeleceu o recorde de passes completos em uma final - 32 (recorde posteriormente igualado por Drew Brees).
Os Panthers estavam fazendo sua primeira aparição no Super Bowl na história da franquia após uma campanha de onze vitórias e cinco derrotas na temporada regular. Este também foi o segundo ano seguido em que um time da divisão NFC South avançou para o Super Bowl, com o Buccaneers vencendo a edição anteiror. Já os Patriots, liderados pelo treinador Bill Belichick e pelo quarterback Tom Brady, estavam buscando seu segundo título de Super Bowl em três anos após terem vencido quatorze partidas no ano.
Os fãs da NFL e analistas esportivos consideram esta partida como um dos Super Bowls mais bem jogados e emocionantes da história; o jornalista Peter King, da Sports Illustrated, afirmou que este foi o "Maior Super Bowl de todos os tempos". Embora nenhuma das equipes tenha, conseguido marcar no primeiro e quarto períodos, ambos os times combinaram para 868 jardas totais e 61 pontos no placar. Nenhum ponto chegou a ser marcado por 26:55 minutos, um recorde de Super Bowl, antes que ambos os times marcaram 24 pontos antes do intervalo. Os Panthers e os Patriots combinaram para 37 pontos no quarto período, um outro recorde de Super Bowl. A partida foi decidida por um chute decisivo de 41 jardas do kicker Adam Vinatieri, dos Patriots, com apenas quatro segundos restando no relógio. O quarterback dos Patriots, Tom Brady, foi nomeado MVP do Super Bowl pela segunda vez na carreira.
O jogo ficou conhecido pela controvérsia durante o show do intervalo onde o seio da cantora Janet Jackson, adornado com um protetor cobrindo o mamilo, foi exposto por Justin Timberlake por menos de um segundo, no que mais tarde foi chamado de "mau funcionamento do guarda-roupa" pela organização do evento. Junto com o resto do show do intervalo, levou a uma ação imediata por parte da Comissão Federal de Comunicações (FCC) e amplo debate sobre indecência percebida em transmissões ao vivo.
A transmissão do jogo atraiu uma audiência média de 89,8 milhões de pessoas nos Estados Unidos. Contudo, o pico de audiência chegou a 144,4 milhões de pessoas, fazendo deste o Super Bowl de maior audiência na história até aquela edição (recorde superado nos anos seguintes).

## Pontuações
1º quarto
Não houve pontuação
2º quarto
- NE  - TD: Deion Branch, passe de 5 jardas de Tom Brady (ponto extra: chute de Adam Vinatieri) 7-0 NE 3:05. Jogadas: 4, Jardas: 20, em 2:10
- CAR - TD: Steve Smith, passe de 39 jardas de Jake Delhomme (ponto extra: chute de John Kasay) 7-7 tie 1:07. Jogadas: 8, Jardas: 95, em 1:58
- NE  - TD: David Givens, passe de 5 jardas de Tom Brady (ponto extra: chute de Adam Vinatieri) 14-7 NE 0:18. Jogadas: 6, Jardas: 78, em 0:49
- CAR - FG: John Kasay 50 jardas 14-10 NE 0:00. Jogadas: 2, Jardas: 21, em 0:18

3º quarto
Não houve pontuação
4º quarto
- NE  - TD: Antowain Smith, corrida de 2 jardas (ponto extra: chute de Adam Vinatieri) 21-10 NE 14:49. Jogadas: 8, Jardas: 71, em 4:08
- CAR - TD: DeShaun Foster, corrida de 33 jardas (ponto extra: conversão de 2 pontos falhou) 21-16 NE 12:39. Jogadas: 6, Jardas: 81, em 2:10
- CAR - TD: Muhsin Muhammad, passe de 85 jardas de Jake Delhomme (ponto extra: conversão de 2 pontos falhou) 22-21 CAR   6:53 Jogadas: 3, Jardas: 90, em 0:45
- NE  - TD: Mike Vrabel, passe de 1 jarda de Tom Brady (ponto extra: conversão de 2 pontos, corrida de Kevin Faulk)  29-22 NE 2:51. Jogadas: 11 plays, Jardas: 68, em 4:02
- CAR - TD: Ricky Proehl, passe de 12 jardas de pass Jake Delhomme (ponto extra: chute de John Kasay) 29-29 tie 1:08. Jogadas: 7, Jardas: 80, em 1:43
- NE  - FG: Adam Vinatieri 41 jardas 32-29 NE 00:04 Jogadas: 6, Jardas: 37, em 1:04